# Trương Mộ Đào
Trương Mộ Đào (tiếng Trung: 張慕陶, 1902 - 1941) là một nhà cách mạng Trung Quốc đầu thế kỷ XX. Xuất thân là Đảng viên Đảng Cộng sản Trung Quốc, bị kết tội "hữu huynh", "giáp điệp", "Trotskism", 2 lần bị khai trừ khỏi đảng, sau gia nhập cánh quân phiệt Diêm Tích Sơn chống Tưởng Giới Thạch, được phong hàm Thiếu tướng. Sau bị phe cánh của Tưởng xử tử năm 1941.

## Tiểu sử
Ông nguyên danh là Trương Kim Nhẫn (張金刃), còn có tên là Kim Ấn (金印), hiệu Kính Anh (鏡英), thất danh Tín Trai (信齋), bút danh Cấm Âm (禁音), bí danh Trương Mộ Đào (張慕陶), Trương Uyên Minh (張淵明), Mã Vân Trình (馬雲程). Trương Mộ Đào sinh năm 1902, người Tuần Ấp, Thiểm Tây. Mùa đông năm 1925, Trương Mộ Đào gia nhập Đảng Cộng sản Trung Quốc, thăng tiến đến chức vụ Bí thư Tỉnh ủy Thuận Trực (gần tương đương tỉnh Hà Bắc ngày nay). 